# 宋學灝
宋學灝（？—？），字星崖，中國清朝官員，漢軍鑲紅旗人。貢生出身。

## 生平
宋學灝為于乾隆三十五年（1770年）出任臺灣府彰化縣知縣。次年升任台灣府淡水撫民同知。乾隆五十一年十二月（1787年2月）再署彰化縣事，次年二月改由張貞生署。乾隆五十三年（1788年），宋學灝正式任彰化縣知縣。